# Eumycota
Division
Divisions de rang inférieur
- Ascomycètes
- Basidiomycètes
- Chytridiomycètes
- Glomeromycètes
- Zygomycètes

Les Eumycètes, ou Eumycota, sont un clade monophylétique réunissant la plupart des champignons historiques. Le terme signifie « champignons vrais » et sert à distinguer ces organismes des autres groupes qui ont été exclus du règne fongique, comme les Myxomycètes et certains Phycomycètes. 
Les Eumycètes constitue l'essentiel du règne des Fungi dans sa définition moderne. Ce dernier inclut également les Microsporidies, des parasites intracellulaires qui n'étaient pas considérés historiquement comme des champignons, mais comme des protozoaires. Ensemble, les Eumycètes et les Microsporidies constituent le taxon frère des Métazoaires, qui englobent les animaux. Ces deux groupes forment le clade des Opisthocontes.
On dénombre environ 100 000 espèces connues, mais on estime qu'il en existe jusqu'à environ 1,5 million.

## Liste des divisions
Les mycologues distinguent, suivant l'aspect du thalle (thalle unicellulaire, thalle filamenteux à filaments non-cloisonnés ou coenocytiques (en), à filaments cloisonnés ou septés), le mode de reproduction sexuée et le type de spore :
- Ascomycètes
- Basidiomycètes
- Chytridiomycètes
- Zygomycètes
- Gloméromycètes

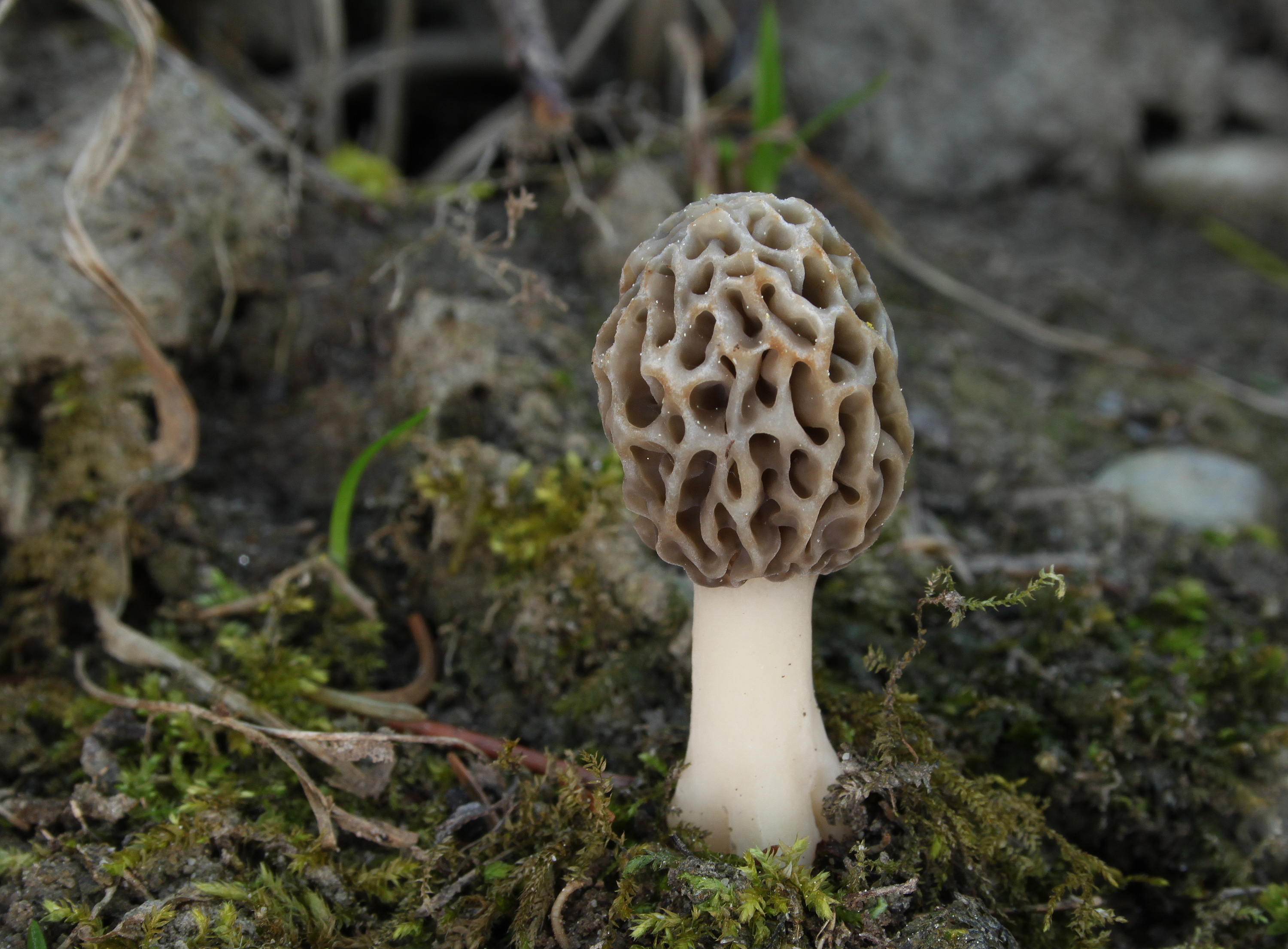
Une morille (Morchella vulgaris), un Ascomycète
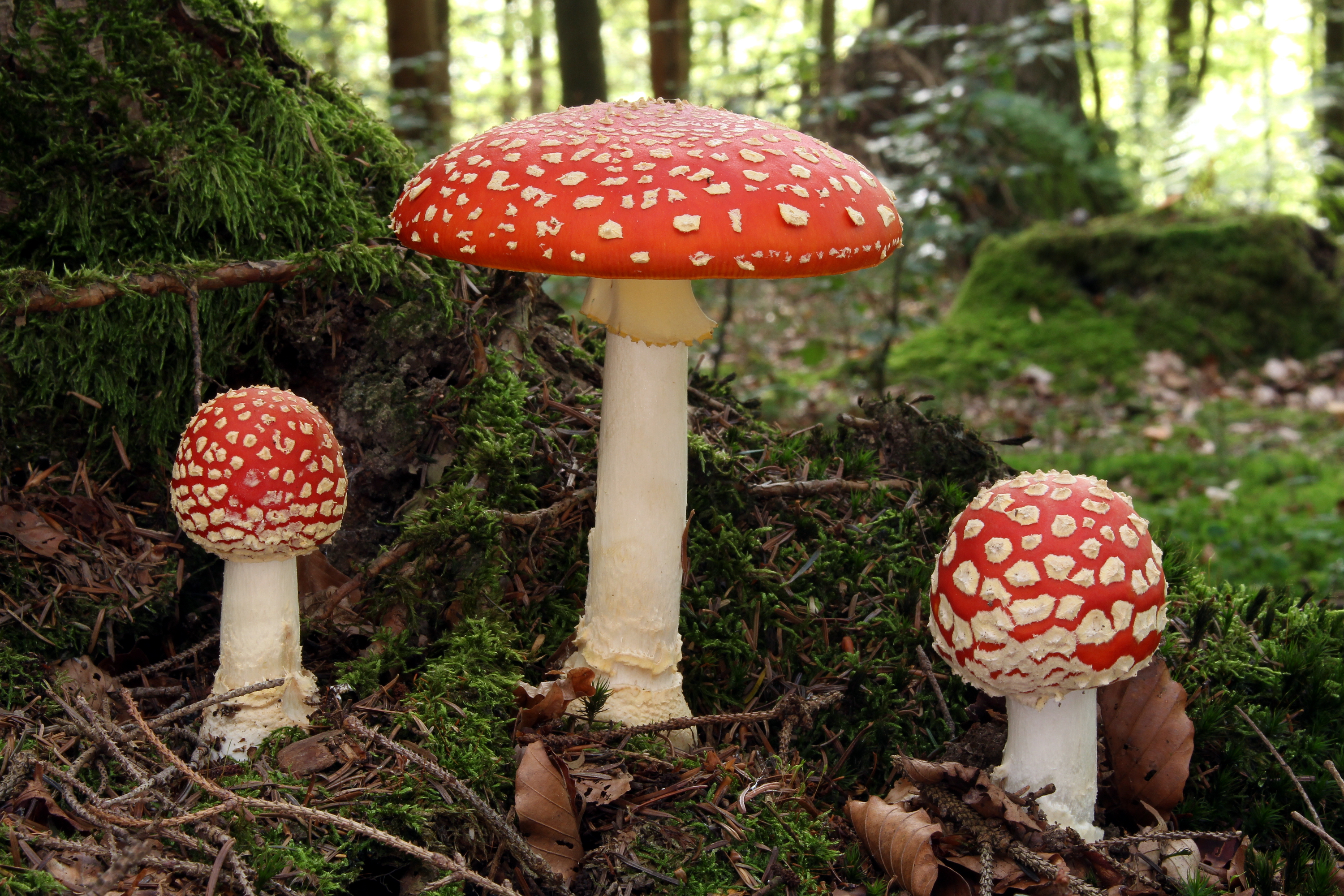
Une amanite tue-mouches (Amanita muscaria), un Basidiomycète
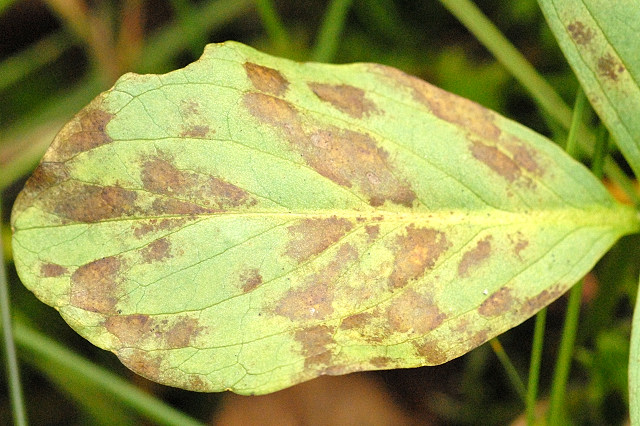
Pathogène Cladochytrium menyanthis, un Chytridiomycète
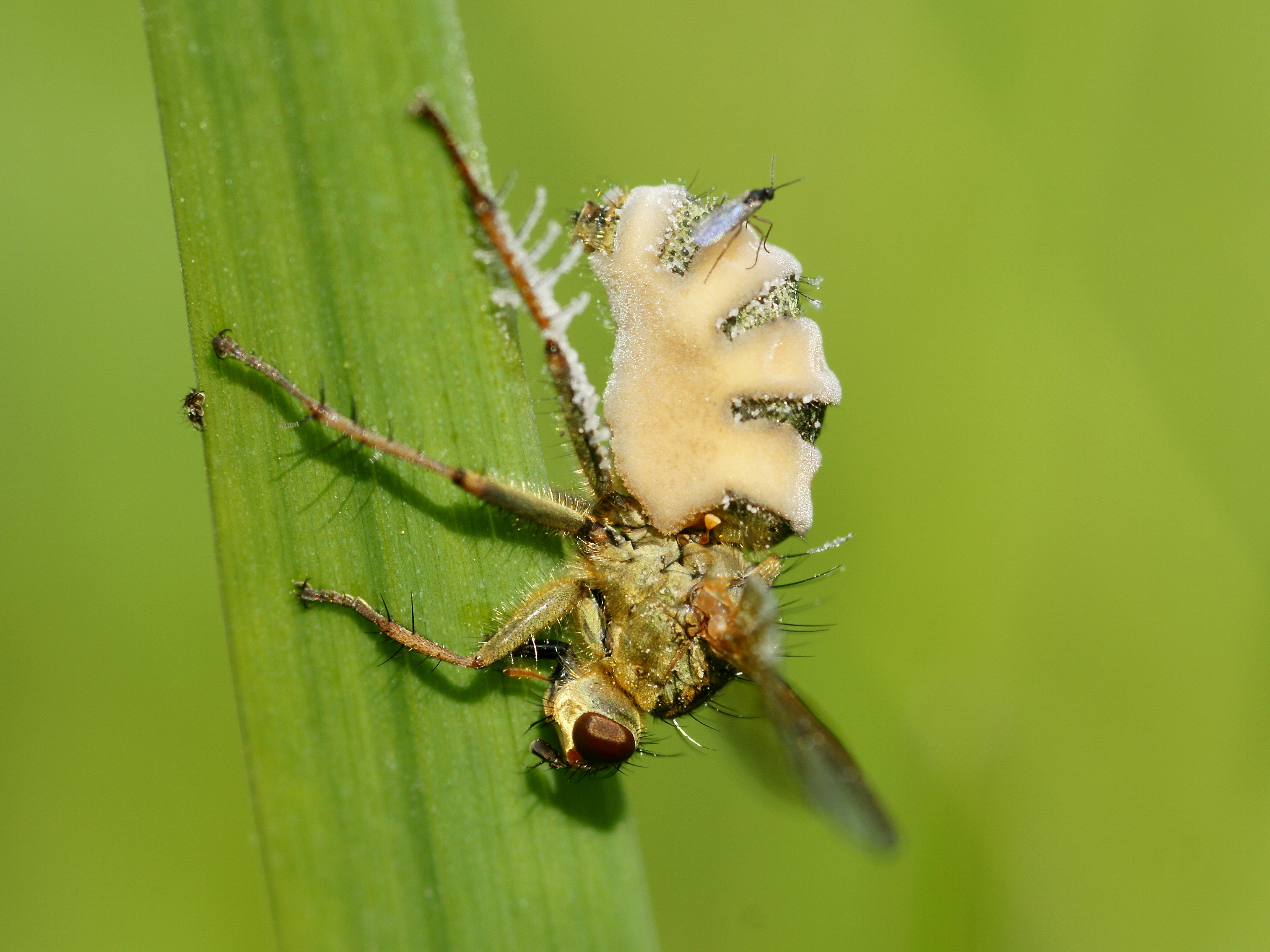
Parasite Entomophthora muscae, un Zygomycète

## Caractéristiques propres aux eumycètes
La monophylie du groupe est essentiellement basée sur l'étude de l'ARNr 18S et des gènes de protéines de type hsp (heat shock protein). 
La voie métabolique de biosynthèse de la lysine (un acide aminé) est totalement originale et spécifique des eumycètes.

## Écologie
Ce sont principalement des organismes terrestres parasites, symbiotiques, ou saprophytes, mais toujours hétérotrophes. Ils sont fondamentalement absorbotrophes et ne se nourrissent donc que de nutriments présents dans leur environnement, soit fournis par un hôte symbiotique, soit obtenus par digestion extracellulaire par des enzymes lytiques.
25 000 espèces (principalement des ascomycètes) vivent en association avec un organisme photosynthétique pour constituer un lichen.

## Paléontologie
Les plus anciens fossiles avérés d'eumycètes datent du Dévonien (-380 Ma), mais des traces de glomales ont été décrites dans l'Ordovicien (-460 Ma).